# María Alicia Sinigaglia
María Alicia Sinigaglia (25 febbraio 1964) è un'ex schermitrice argentina.

## Biografia
Ha partecipato ai Giochi della XXIII Olimpiade di Los Angeles nel 1984.

## Palmarès
In carriera ha conseguito i seguenti risultati:
- Giochi panamericani:

Caracas 1983: bronzo nel fioretto a squadre.